# Síndrome de Möbius
La síndrome de Möbius o Moebius és un trastorn neurològic congènit extremadament rar que es caracteritza per la paràlisi facial i la incapacitat de moure els ulls d'un costat a l'altre. La majoria de les persones amb síndrome de Möbius neixen amb una paràlisi facial completa i no poden tancar els ulls ni formar expressions facials. De vegades amb la síndrome es produeixen anomalies a les extremitats i a la paret toràcica. Les persones amb síndrome de Möbius tenen intel·ligència normal, tot i que, a vegades, es consideri incorrecta degut la seva falta d'expressió facial o a una somnolència. S'anomena així per Paul Julius Möbius, un neuròleg alemany que va descriure la síndrome per primera vegada el 1888.